# 기원전 78년

## 연호
- 전한(前漢) 원봉(元鳳) 3년

## 기년
- 전한(前漢) 소제(昭帝) 9년

## 사건
레피두스의 반란, 폼페이우스의 진압

## 사망
- 고대 로마의 정치인 술라